# Miraumont
Miraumont (picardisch: Mirumont) ist eine nordfranzösische Gemeinde mit 630 Einwohnern (Stand 1. Januar 2022) im Département Somme in der Region Hauts-de-France. Die Gemeinde gehört zum Kanton Albert und ist Teil der Communauté de communes du Pays du Coquelicot.

## Geographie
Die an der Quelle des Flüsschens Ancre gelegene Gemeinde an der Grenze zwischen Picardie und Artois liegt rund 13 Kilometer nördlich von Albert an den Départementsstraßen 50, 107, 151 und 163. Durch das Gemeindegebiet verläuft die Bahnstrecke Paris–Lille mit einem Haltepunkt.
Zu Miraumont gehören die Gemeindeteile Les Héritages, La Fontaine und Petit Miraumont.

## Geschichte
Im Gemeindegebiet wurden Spuren einer gallo-römischen Villa gefunden. 
Miraumont wird 1106 als Besitz der Abtei Corbie erstmals genannt. 1220 besteht hier ein Spital. 1532 wurde der Ort durch die Kaiserlichen niedergebrannt und geplündert. Das Spital wurde 1697 mit dem von Albert vereinigt. Am 3. Januar 1871 war Miraumont einer der Schauplätze der Schlacht bei Bapaume.
Die im Ersten Weltkrieg zerstörte Gemeinde erhielt als Auszeichnung das Croix de guerre 1914–1918.

## Einwohner
| 1962 | 1968 | 1975 | 1982 | 1990 | 1999 | 2006 | 2010 |
| ---- | ---- | ---- | ---- | ---- | ---- | ---- | ---- |
| 684  | 680  | 671  | 695  | 632  | 655  | 698  | 707  |

## Verwaltung
Bürgermeister (maire) ist seit 2008 René Delattre.

## Sehenswürdigkeiten
- Kirche Saint-Léger mit Glasfenstern
- Kapelle aus den 1920er Jahren an der Straße nach Puisieux
- Das 1928 eingeweihte Kriegerdenkmal
- Britischer Soldatenfriedhof